# Prince Saud bin Jalawi Sports City
El Prince Saud bin Jalawi Sports City es un estadio multiusos ubicado en la ciudad de Khobar en Arabia Saudita y actualmente es la sede del Al-Qadisiyah FC.

## Historia
Fue inaugurado en 1983 y actualmente se utiliza principalmente para partidos de fútbol, y cuenta con capacidad para 20 100 espectadores. Hay planes para una renovación en el estadio para que sea solo de fútbol sin una pista de atletismo. Hay cuatro filas cubiertas de dos pisos y se están renovando los interiores. Las tablas de visualización de vídeo se proporcionan en las esquinas del estadio. Está inscrito como una de las sedes sustitutas de la Copa Asiática 2027. El diseño fue creado por Populous.